# Midwest (Vlaamse regio)
De Regio Midwest is een van de 15 Vlaamse referentieregio's en bevindt zich in het oosten van de Belgische provincie West-Vlaanderen. De regio valt samen met de arrondissementen Roeselare en Tielt.
De volgende 15 gemeenten maken deel uit van de Regio Midwest:
- Ardooie
- Dentergem
- Hooglede
- Ingelmunster
- Izegem
- Ledegem
- Lichtervelde
- Moorslede
- Oostrozebeke
- Pittem
- Roeselare
- Staden
- Tielt (inclusief Meulebeke)
- Wielsbeke
- Wingene (inclusief Ruiselede)

Op 1 januari 2025 fuseerde Ruiselede met buurgemeente Wingene en fuseerde Meulebeke met buurgemeente Tielt; voordien maakten Ruiselede en Meulebeke als zelfstandige gemeenten deel uit van Midwest.

## Geschiedenis
De regio kent al decennia een sterke structurele samenwerking van de lokale besturen. Daniël Denys (burgemeester van Roeselare, 1981–2005) nam het initiatief voor het informele burgemeestersoverleg, dat onder zijn opvolger Luc Martens (2005–2016) werd geïntensiveerd en geformaliseerd met een juridische basis. Sinds 2004 zorgt het Midwestoverleg voor intergemeentelijke samenwerking in de regio Midwest. In deze maandelijkse bijeenkomsten zijn de Midwest-besturen vertegenwoordigd door de burgemeester. Vanuit de besturen groeiden steeds meer gezamenlijke ambities over het opnemen van projecten, beleidsvorming en beleidsondersteuning, clusteren van bestaande en nieuwe samenwerking en de tewerkstelling van personeel dat gedeeld werd door meerdere besturen. Dit leidde eind 2017 tot de oprichting van de dienstverlenende vereniging (DVV) Midwest. Het hoofdkantoor hiervan werd het Streekhuis te Roeselare. Ondertussen gaf Martens' opvolger Kris Declercq (burgemeester van Roeselare sinds 2016) als voorzitter van de West-Vlaamse Intercommunale (WVI) de aanzet tot het vereenvoudigen van de gemeentelijke samenwerkingsverbanden in West-Vlaanderen tot vier werkregio's: Kust, Brugge, Westhoek en Midwest; de provincie West-Vlaanderen is die indeling daarna ook steeds meer gaan hanteren.
De bestaande lappendeken van 183 intergemeentelijke samenwerkingsverbanden in de Midwest werd in enkele decennia vereenvoudigd tot 35 (stand 2019). Zo werden bijvoorbeeld de intergemeentelijke archiefdienst (op de payroll van Izegem met bijbetaling van de andere gemeenten) en andere samenwerkingsverbanden (op payroll van Roeselare met bijbetaling van de rest) overgeheveld naar Midwest via het Streekhuis met een eenvorming statuut voor goed overzicht en efficiënt beheer. Voorts werd een projectvereniging BIE, die eerst zeven gemeenten in de regio bediende, vanaf 1 januari 2021 overgenomen door Midwest ten dienste van alle 16 gemeenten.

## Werkzaamheden
Midwest-gemeenten werkten anno 2019 samen op acht domeinen ofwel clusters:
- milieu;
- ruimtelijke ordening en mobiliteit;
- welzijn;
- facility;
- cultuur en vrije tijd;
- economie;
- GIS, ICT en digitalisering; en
- bestuur.[1]

In het burgemeestersoverleg heeft iedere gemeente 1 stem in te brengen, zodat de 16 gemeenten op voet van gelijkheid staan. Alle inwoners van Midwest betalen ook evenveel belasting voor het functioneren van de dienstverlenende vereniging. De dienstverlenende vereniging Midwest heeft een raad van bestuur waar gemeenteraadsleden van zowel coalitie- als oppositiepartijen in zetelen, zodat zij medezeggenschap en daarmee democratische controle hebben over de uitvoerende taken voortkomend uit het burgemeestersoverleg. De gemeenten hebben voor deze vorm van verregaande samenwerking gekozen om zo hun gezamenlijke belangen beter te kunnen behartigen en dezelfde taken efficiënter uit te kunnen voeren. Een fusie van alle 16 gemeenten zien de meeste betrokkenen echter niet zitten, omdat dan de directe banden en contacten tussen gemeenten en inwoners dreigen te verliezen. Het samenwerkingsverband laat aan de deelnemende gemeenten de keuze open welke zaken zij zelf willen regelen en welke zaken met hun buurgemeenten in Midwest.